# جوناثان أ. س. براون
جوناثان أ. س. براون (بالإنجليزية: Jonathan A.C. Brown)‏ هو أستاذ جامعي أمريكي، ولد في أغسطس 1977 في واشنطن العاصمة في الولايات المتحدة.